# Долно-Церовене
Долно-Церовене (болг. Долно Церовене) — село в Болгарии. Находится в Монтанской области, входит в общину Якимово. Население составляет 857 человек.

## Политическая ситуация
В местном кметстве Долно-Церовене, в состав которого входит Долно-Церовене, должность кмета (старосты) исполняет Иван Христов Костов (Национальное движение «Симеон Второй» (НДСВ)) по результатам выборов.
Кмет (мэр) общины Якимово — Георги Миланов Георгиев (Национальное движение «Симеон Второй» (НДСВ)) по результатам выборов.